# Spyridon Ier d'Athènes
Spyridon Ier d’Athènes, de son nom séculier  Spyridon Vlachos (en grec : Σπυρίδων Βλάχος), est né en 1873 à Şile (Χηλή), en Bithynie ottomane, et est décédé en 1956, à Athènes, en Grèce. C’est un prélat orthodoxe grec devenu archevêque-primat d’Athènes et de toute la Grèce entre 1949 et 1956.

## Biographie
Originaire d’Asie mineure, Spyridon effectue sa formation religieuse au fameux séminaire de Halki. Il devient ensuite vicaire et prédicateur à Kavala, en Macédoine ottomane. Il soutient alors la guérilla grecque, qui prétend rattacher la ville et sa région au royaume hellène, et combat les comitadjis pro-bulgares.
En 1906, il est nommé métropolite de Vella et de Konitsa, en Épire. Comme en Macédoine, il soutient les activistes pro-grecs et crée des écoles orthodoxes. Pendant la Première Guerre balkanique, il soutient l’invasion grecque de l’Épire. 
Néanmoins, lorsque le protocole de Florence de 1913 cède l’Épire du Nord à la principauté d’Albanie, il choisit la résistance et tente de soutenir le mouvement autonomiste qui a proclamé l’indépendance de la République d’Épire du Nord. Mais il est emprisonné par l’armée hellène, qui le renvoie en Grèce. 
En 1916, il est fait évêque de Ioannina et conserve cette charge jusqu’en 1949. À cette date,  il est élu archevêque-primat d’Athènes et de toute la Grèce et succède à monseigneur Damaskinos. Il travaille alors à la restauration de l’Église grecque, largement affaiblie par la Seconde Guerre mondiale et la Guerre civile. Mais, toujours désireux de réaliser la Grande Idée, il soutient également le futur Makarios III dans sa lutte pour l’indépendance de Chypre. 
Il meurt en 1956, date à laquelle monseigneur Dorothéos lui succède à la tête de l’Église grecque.